# 伦索伊斯
伦索伊斯（葡萄牙語：Lençóis）是巴西巴伊亚州的一个市镇。总面积1240.362平方公里，总人口9877人，人口密度8人/平方公里。